# Крестовый мост

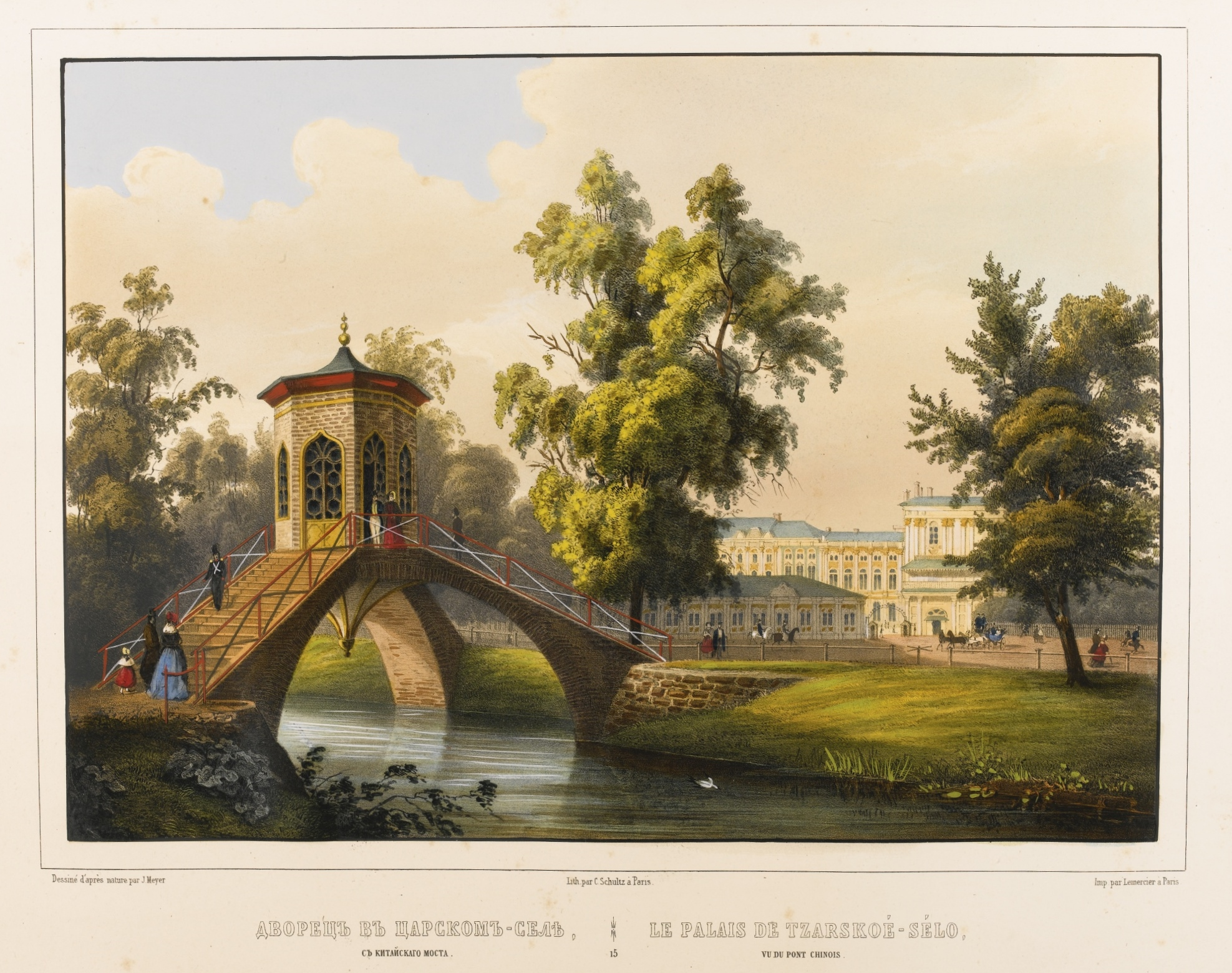
Крестовый мост на литографии середины XIX века

Крестовый мост — памятник архитектуры, мост над каналом-границей Нового сада в Александровском парке Царского Села. Псевдокитайское парковое сооружение, замыкающее перспективу двух расположенных перпендикулярно каналов.
Мост построен И. В. Нееловым, который повторил опубликованный в английском увраже проект (В. и Д. Халфпенни, «Rural architecture in Chinese Taste» — «Сельская архитектура в китайском вкусе»).
Фактически Крестовый мост — два высоко поднятых над каналом моста, на которых стоит восьмиугольный павильон. Строительство началось в 1776 году, отделка малиновым, жёлтым и голубым глазурованным кирпичом, изготовленным А. Конради, была осуществлена в конце 1779 года. В стенах павильона сделаны высокие стрельчатые окна, «китайская» крыша расписана «под рыбью чешую», на ней стоит шпиль с нанизанными на него шарами. В каждой из гранитных лестниц, ведущих к павильону, 23 ступени, в начале лестниц сделаны круглые площадки, выложенные двухцветными мраморными плитами. Под мостом основная площадка украшена «гирькой» («глобусом»). Косые перила моста также являются аллюзией на китайский стиль сооружения.
Мост сильно пострадал в 1941—1944 годах, особенно в части облицовки. В 1961 году прошла реставрация.